# 芒廷霍姆 (阿肯色州)
芒廷霍姆（直译：山家）是美國阿肯色州巴克斯特縣的一個城市，在奧索卡山脈南部，2010年美國人口普查有12448人口。該地起源於19世紀，最初的地名為雷普荒地（Rapp’s Barren），以紀念該地最早的定居者亨利·雷普，但後來「荒地」一詞被認為與當地風景不符而遭到揚棄，而改為「芒廷霍姆」（意为“山家”），盛傳此名來自於在此從事開墾的奴工，他們將自己工作的耕地稱作「我甜美的芒廷霍姆」（My Sweet Mountain Home）。

## 地理
芒廷霍姆的座標為36°20′10″N 92°22′56″W / 36.33611°N 92.38222°W，而該地的平均海拔高度為249米（即817英尺）。

## 外部連結
- City of Mountain Home official website （页面存档备份，存于）
- Mountain Home Chamber of Commerce （页面存档备份，存于）
- Norfork Lake Chamber of Commerce （页面存档备份，存于）
- Arkansas State University - Mountain Home （页面存档备份，存于）
- Mountain Home Public Schools （页面存档备份，存于）
- Ozark Regional Airport （页面存档备份，存于）
- The Baxter Bulletin, local newspaper
- Ozark Amateur Radio Club （页面存档备份，存于）